# Domančič
Pogostost priimka Domančič je bila po podatkih Statističnega urada Republike Slovenije na dan 1. januarja 2010 manjša kot 5 oseb. 

## Znani nosilci priimka
- Zdenko Domančić (*1950), hrvaški bioenergetik, zdravilec (tudi v Sloveniji)